# 秋田市立種平小学校
秋田市立種平小学校（あきたしりつ たねひらしょうがっこう）は、秋田県秋田市種沢にあった公立小学校。学校区は、秋田市南部、おおむね、雄物川東岸地域であった。  

## 概要
全校総合活動として、音読集会、雄物川河畔ゴミ拾い、高尾山登山、雄物川カヌー下り、旭川探検、俳句教室などを行っていた。2016年に秋田市立雄和小学校に統合された。
- 敷地面積：m2
- 校舎面積：m2
- 屋内運動場面積：m2
- 屋外運動場面積：m2

## 沿革
- 1874年（明治7年） - 平尾鳥小学校として創立。
- 1990年（平成2年）3月 - 校舎および体育館の新築記念竣工式を開催[2]。
- 2016年（平成28年）3月31日 - 秋田市立雄和小学校への統合により閉校。

## 教育目標
- たかく すこやかに ～夢に向かって歩む子～
  - 他者の話を尊重して聞き、しっかり考える子
  - 粘り強く、最後までくじけずがんばり通す子
  - 品行がよく、豊かな心で思いやりのある子
  - 楽園「Yuwasis」，ふるさとを愛する子

## 校歌
- 秋田市役所のページを参照
- 作詞：竹内瑛二郎、作曲：佐藤長太郎

## 主な進学先
- 秋田市立雄和中学校

## 最寄駅
- 和田駅

## アクセス
- マイタウンバス　南部線雄和Bコース 旧種平小学校前下車

## 周辺

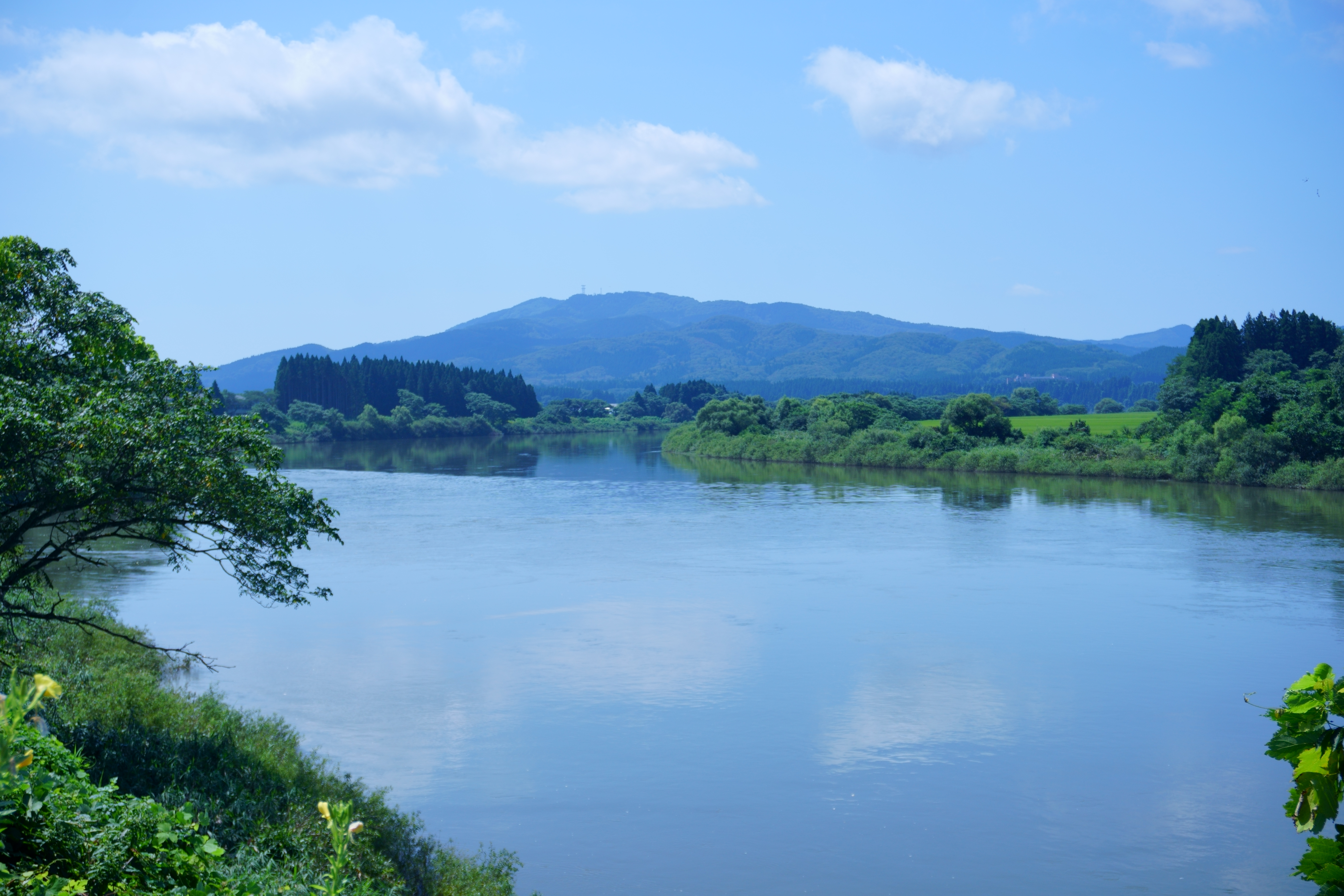
秋田市雄和雄物川